# Thraulodes irretitus
Thraulodes irretitus is een haft uit de familie Leptophlebiidae. De wetenschappelijke naam van de soort is voor het eerst geldig gepubliceerd in 1924 door Navás.
De soort komt voor in het Neotropisch gebied.